# Лампхелпат
Лампхелпат (англ. Lamphelpat) — містечко у Північно-Східній Індії, адміністративний центр округу Західний Імпхал індійського штату Маніпур.

## Географія
Розташований у центральній частині штату, на захід від столиці — Імпхала.

### Клімат
Містечко лежить у зоні, що характеризується вологим субтропічним кліматом. Найтепліший місяць — липень із середньою температурою 26,1 °C (79 °F). Найхолодніший місяць — січень, із середньою температурою 16,4 °С (61,5 °F).
| Клімат Лампхелпата      | Клімат Лампхелпата | Клімат Лампхелпата | Клімат Лампхелпата | Клімат Лампхелпата | Клімат Лампхелпата | Клімат Лампхелпата | Клімат Лампхелпата | Клімат Лампхелпата | Клімат Лампхелпата | Клімат Лампхелпата | Клімат Лампхелпата | Клімат Лампхелпата | Клімат Лампхелпата |
| Показник                | Січ.               | Лют.               | Бер.               | Квіт.              | Трав.              | Черв.              | Лип.               | Серп.              | Вер.               | Жовт.              | Лист.              | Груд.              | Рік                |
| Середній максимум, °C   | 22,9               | 24,9               | 28,6               | 29,6               | 29,5               | 28,6               | 29                 | 29,1               | 29,3               | 28,7               | 26,2               | 23,5               | 27,5               |
| Середня температура, °C | 16,4               | 18,2               | 22,3               | 24,3               | 25,3               | 25,5               | 26,1               | 26                 | 26,1               | 24,6               | 21                 | 17,7               | 22,8               |
| Середній мінімум, °C    | 9,9                | 11,6               | 16                 | 19,1               | 21                 | 22,4               | 23,3               | 23                 | 22,8               | 20,6               | 15,9               | 11,9               | 18,1               |
| Норма опадів, мм        | 16.7               | 43.9               | 115.2              | 248.1              | 439.2              | 655.2              | 550.6              | 472                | 331                | 213.8              | 50.1               | 9.5                | 3145.1             |
| ----------------------- | ------------------ | ------------------ | ------------------ | ------------------ | ------------------ | ------------------ | ------------------ | ------------------ | ------------------ | ------------------ | ------------------ | ------------------ | ------------------ |
| Джерело: Weatherbase    |                    |                    |                    |                    |                    |                    |                    |                    |                    |                    |                    |                    |                    |